# Chaco patagonica
Chaco patagonica is een spinnensoort in de taxonomische indeling van de bruine klapdeurspinnen (Nemesiidae).
Chaco patagonica werd in 1995 beschreven door Goloboff.